# Delaware (vazba pletenin)
Delaware je dvojitá osnovní vazba tvořená v několika variantách kombinacemi podkládaného vzoru ( otevřený atlas, otevřené sukno nebo otevřený trikot) s otevřeným řetízkem.

## Způsob výroby
Delaware se vyrábí na osnovních stávcích se dvěma kladecími přístroji (jehlovými lůžky). Jehlami předního lůžka se tvoří podkládaný vzor, s pomocí zadního kladecího přístroje se plete řetízek.
Záznam kladení niti u delaware vazby:
- s atlasem = 0-1,2-3/-5-372--4,3-2//1-0,0-1
- se suknem = 3-2,0-1//0-1,1-0
- s trikotem = 1-2,1-0//1-0,0-1.

Všechny vazební varianty se vyrábějí s cca dvojnásobným počtem podkládaných nití (v jemnostech 34-70 tex) oproti nitem v řetízku (14- 40 tex). 

## Vlastnosti
V porovnání s žerzejem je delaware méně roztažný, živější a lesklý skoro jako satén, asi o 10 % lehčí a hutnější, tužší a prodyšnější. Strana pleteniny, na které jsou vidět podložené kličky je líbivější na pohled, proto se v oděvech většinou používá jako líc.
K negativním vlastnostem patří nedostatečná stabilita vazby a sklon k posuvu nití ve sloupcích vazby, obzvlášť u varianty s krátkou podkládanou kličkou.

## Použití
Jako běžný účel použití se udává dámské spodní prádlo a dámské i pánské svrchní ošacení. V USA se v 90. letech 20. století používaly pro potahy na matrace z 50 % osnovní pleteniny a to výlučně s delaware vazbou. Delaware se také ve značné míře používá u pletenin Qiana® (z polyamidových vláken T432, která byla v 60. letech 20. století vyvinuta u firmy DuPont jako (téměř) dokonalý imitát přírodního hedvábí. Náklady na vývoj T432 měly obnášet 75 milionů USD).
Delaware jako vazba pletenin je veřejně známý jen z publikací jejího vynálezce indického textilního inženýra Bharata J.Gajjara (1931-2011). Gajjar byl 35 let zaměstnán u firmy DuPont ve vývoji pletených výrobků a v tomto oboru vlastnil asi 20 patentů.